# Маклярский, Михаил Борисович
Иси́дор Бори́сович Макля́рский (литературный псевдоним — Михаил Маклярский, 1909—1978) — советский контрразведчик, полковник госбезопасности (1945), впоследствии драматург и киносценарист. Заслуженный работник культуры РСФСР (1970).

## Биография
Родился 3 (16) ноября 1909 года в Одессе в семье владельца портняжной мастерской.
Образование: 7 классов, Одесса, 1922; профтехшкола «Металл» № 2, Одесса 1926; совпартшкола, Одесса 1926; заочно 2 курса юридического факультета Среднеазиатского университета 1931; 1 курс химико-технологического факультета Института хозяйственников, Москва 1940.
С февраля 1923 по январь 1925 года — ученик-переплётчик и электрик в кустарных мастерских в Одессе. С января по апрель 1925 года — курьер библиотеки клуба «Роза Люксембург». С апреля 1925 года по апрель 1926 года — в профшколе «Металл» № 2 в Одессе. С апреля по сентябрь 1926 года числился учеником на Одесской таможне, с октября 1926 года был безработным, официально зарегистрированным на Одесской бирже труда.
С июня 1927 года — делопроизводитель, затем помощник уполномоченного ИНФО ГПУ при СНК Туркменской ССР. С декабря 1931 года — в центральном аппарате Особого отдела (ОО) ОГПУ СССР. Член ВКП(б) с февраля 1932 года. С июля 1934 года — оперуполномоченный 3-го отделения ОО Главного управления государственной безопасности (ГУГБ) НКВД СССР, затем помощник начальника 6-го отделения ОО ГУГБ НКВД СССР, в октябре 1935 года переведен в аппарат по внутренней охране Кремля — помощником начальника особого отделения, в декабре того же года после аттестации ему присвоено звание лейтенанта госбезопасности. С июля 1936 года — начальник отделения 3-го отдела Дмитлага. 1 мая 1937 года был арестован по обвинению в причастности к троцкистской организации, однако 10 августа освобождён «за недоказанностью обвинения».
До июня 1938 года числился в штате НКВД, но без должности. Затем — начальник отделения 3-го отдела ГУЛАГ НКВД. В феврале 1939 года отправлен на пенсию.
С сентября 1939 года — начальник 2-го отдела Управления по делам военнопленных и интернированных (УПВИ) НКВД. Принимал участие в проведении операции по «разгрузке» спецлагерей польских военнопленных.
В июне 1940 года получил звание старшего лейтенанта госбезопасности. С декабря 1940 года — старший оперуполномоченный 4-го отделения 2-го отдела ГУГБ НКВД, в его ведении «агентурная разработка по антисоветским политпартиям», «тюркско-татарско-монгольским» и кавказским «контрреволюционерам». Затем — замначальника 1-го отделения 3-го отдела 3-го управления НКГБ, в задачи которого входила борьба с «антисоветскими формированиями» среди академической, технической, сельскохозяйственной, медицинской, педагогической и юридической интеллигенции. С 13 августа 1941 года возглавлял 1-е отделение 2-го отдела 3-го управления НКВД СССР, в задачи которого входила борьба с «антисоветскими формированиями» среди творческой интеллигенции и молодёжи.
С октября 1941 по январь 1942 года — начальник 2-го отделения 2-го отдела ГУГБ НКВД СССР. С января 1942 по июнь 1942 года — начальник 1-го отделения и заместитель начальника 2-го отдела 4-го управления НКВД СССР. С июня 1942 по май 1943 года — заместитель начальника 2-го отдела 4-го управления НКВД СССР. С мая 1943 по май 1945 года — начальник 2-го отдела 4-го управления НКГБ СССР, одновременно начальник 3-го отдела 4-го управления НКГБ СССР (с июля 1944 по май 1945 года). В 1945 году — начальник опергруппы НКВД провинции Бранденбург (май — июнь), в Хемнице (июнь), Лейпциге (июль), заместитель начальника оперсектора НКВД в провинции Мекленбург и Западная Померания (июль — сентябрь). С сентября 1945 по октябрь 1946 года — начальник 3-го отдела 4-го управления НКГБ-МГБ СССР. Затем в резерве назначения МГБ СССР. Инициатор и один из авторов сценария первого советского фильма о работе разведки «Подвиг разведчика». Уволен 15 февраля 1947 года по болезни.
19 февраля 1947 года заместитель министра кинематографии Николай Саконтиков направил секретарю ЦК ВКП(б) Алексею Кузнецову письмо с просьбой перевести Маклярского на работу в систему Министерства кинематографии СССР. Ходатайство мотивировалось «крайней необходимостью укрепить руководство Всесоюзным объединением по прокату кинофильмов за границей „Совэкспортфильм“». 17 марта вопрос был положительно решён постановлением ЦК ВКП(б).
С марта 1947 по май 1949 года — заместитель управляющего объединения «Совэкспортфильм» Министерства кинематографии СССР. С 1949 года — член Союза советских писателей. С 1949 по 1951 год — заместитель директора по научной части Госфильмофонда СССР.
6 ноября 1951 года был арестован по делу о «сионистском заговоре в МГБ». Освобождён 21 ноября 1953 года без реабилитации по постановлению Следственной части МВД СССР в соответствии с положениями Указа Президиума ВС СССР «Об амнистии».

— Не может быть! Вы были два часа назад на улице? Свободным? не верю!
— Дело ваше. Но это так, — отвечал я. — Но по чему это так удивляет вас? Что тут особенного?
— Но ведь я два года!.. здесь, в этой камере! И я два года не видел никого, кроме следователя!
Настала моя очередь удивляться.
— Два года? И вы не знаете, что произошло за два года в стране и в мире?
— Конечно, не знаю! Почему они кинули вас ко мне? Говорите быстрей новости! Это ошибка, вас сейчас заберут!
— Главное — умер Сталин!
На меня смотрели оцепенелые, бессмысленные глаза: незнакомец грохнулся на пол в обмороке. Я поднял его на кровать, брызнул водой в лицо, и он пришел в себя.
— Вы говорите правду? — и он... залился потоком слез.
Опять настал мой черед оцепенеть от удивления.
— Что вы плачете? Почему не радуетесь? — тряс я его за плечо.
— Это была моя последняя надежда... Я ведь дважды лауреат Сталинской премии, киносценарист, Маклярский... Я думал написать ему, когда попаду в лагерь. Ведь меня арестовали лишь за то, что в 1925 году я напечатал в Одессе в еврейской газете сионистское стихотворение...
Сдерживаемая при аресте и допросе у Кабулова нервозность прорвалась, — я не мог смотреть, как плачет этот человек при вести, которая была моей главной радостью.
— Вы идиот! Для вас это спасение — вас выпустят именно потому, что он подох! — заорал я во весь голос.
— А. Шифрин Четвертое измерение
В 1956 году окончил Высшие литературные курсы при Литературном институте им. Горького.
Автор киносценариев, пьес, повестей детективно-приключенческого жанра. Первая пьеса (под псевдонимом К. Михайлов) — «Подвиг остаётся неизвестным» была поставлена в 1948 году в Московском камерном театре.
25 сентября 1960 года приказом Оргкомитета Союза работников кинематографии СССР был назначен директором Высших сценарных курсов.
Умер 2 июня 1978 года. Похоронен на Кунцевском кладбище.

## Семья
- Сын — Борис Михайлович Маклярский (1932—2007), экономист и социолог, кандидат экономических наук, заведующий кафедрой мировой экономики и доцент Московского государственного лингвистического университета, автор монографий «Экологический бумеранг: классовые аспекты проблемы охраны окружающей среды» (1980), «Современный мир глазами „зелёных“» (1987), «В поисках равновесия: Экология в системе социальных и политических приоритетов» (1992). Его жена — актриса Луиза Алексеевна Хмельницкая (род. 1938), сестра актёра Бориса Хмельницкого.
  - Внучка — Екатерина Маклярская (род. 1968), пианистка, выпускница Московской консерватории (1992), концертмейстер в Московском театре «Новая опера».

## Фильмография (автор сценариев)
- 1947 — Подвиг разведчика (совместно с М. Ю. Блейманом и К. Ф. Исаевым)
- 1950 — Секретная миссия (совместно с К. Ф. Исаевым)
- 1957 — Ночной патруль (совместно с Л. Р. Шейниным)
- 1963 — Выстрел в тумане (совместно с В. А. Алексеевым)
- 1965 — Заговор послов (совместно с Г. Курпниексом и Н. В. Розанцевым)
- 1969 — Где 042? (совместно с А. С. Галиевым)
- 1970 — Стреляй вместо меня (совместно с Р. Ветра)
- 1970 — Пёс, сметана и труба (короткометражный; совместно с В. М. Владиным и Я. М. Бронштейном)
- 1971 — Инспектор уголовного розыска (совместно с К. И. Рапопортом)
- 1971 — Седьмое небо (совместно с А.Галиевым и Э. Н. Бочаровым)
- 1972 — Петерс (совместно с К. И. Рапопортом и А. П. Григулисом)
- 1973 — Будни уголовного розыска (совместно с К. Рапопортом)
- 1975 — Мститель из Гянджабасара (совместно с К. И. Рапопортом)
- 1978 — Агент секретной службы (с И. М. Фрейлихманом)
- 1980 — Расследование (фильм, 1980) (совместно с Е. Кречетом)

## Награды и премии
- Сталинская премия второй степени (1948) — за сценарий «Подвиг разведчика» (1947)
- Сталинская премия первой степени (1951) — за сценарий «Секретная миссия» (1950)
- Заслуженный работник культуры РСФСР (1970).